# Franz Bucar (Maler)
Franz Bucar (* 20. Jänner 1925; † 6. April 2014) war ein österreichischer Beamter, Volksbildner, Familien- und Heimatforscher, Vereinsfunktionär, Kalligraf und Restaurator von Gemälden und bäuerlichen Volksgütern.

## Leben und Wirken
Bucar lebte und arbeitete in Vöcklabruck. Er war verheiratet  und Vater von vier Söhnen. Er fungierte beruflich zuletzt als Amtsdirektor des AMS Kirchdorf an der Krems. Darüber hinaus kann er auf ein umfangreiches künstlerisches Schaffen und auf eine langjährige ehrenamtliche Tätigkeit im Bereich der Volkskunst und Volkskultur verweisen. Er gehörte der Innviertler Künstlergilde und dem Hausruckviertler Kunstkreis an.
Zu seinen Werken zählen viele Urkunden und Schriftwerke für zu ehrende Personen, unter letzteren viele, die sich für die Volkskultur verdient gemacht haben. Er war Gründungsmitglied der Auracher Prangerschützen, für die er Fahne und Wappen entwarf. Auch beim Hausruckviertler Kunstkreis war er Gründungsobmann und Ehrenobmann. Er fungierte als Vorstandsmitglied im Freilichtmuseum Stehrerhof.
Er war Mitglied im OÖ. Arbeitskreis für Klein- und Flurdenkmalforschung und zeichnete für mehr als 300 Restaurierungen von Kleindenkmälern in ganz Oberösterreich verantwortlich, die er mit Bildern neu gestaltete. Damit verbunden war auch die Illustration einer Reihe von diesbezüglichen Publikationen.
Bucar war Herausgeber von Mitteilungsblättern, die zweimal jährlich an mehr als 600 Abonnenten im In- und Ausland geschickt wurden und mit seinen Grafiken ihre Prägung hatten. Noch kurz vor seinem Tod arbeitete er an der Oberösterreichischen Kleindenkmaldatenbank mit, für die er einen Großteil der Zeichnungen geschaffen hat.

## Werke (Auswahl)

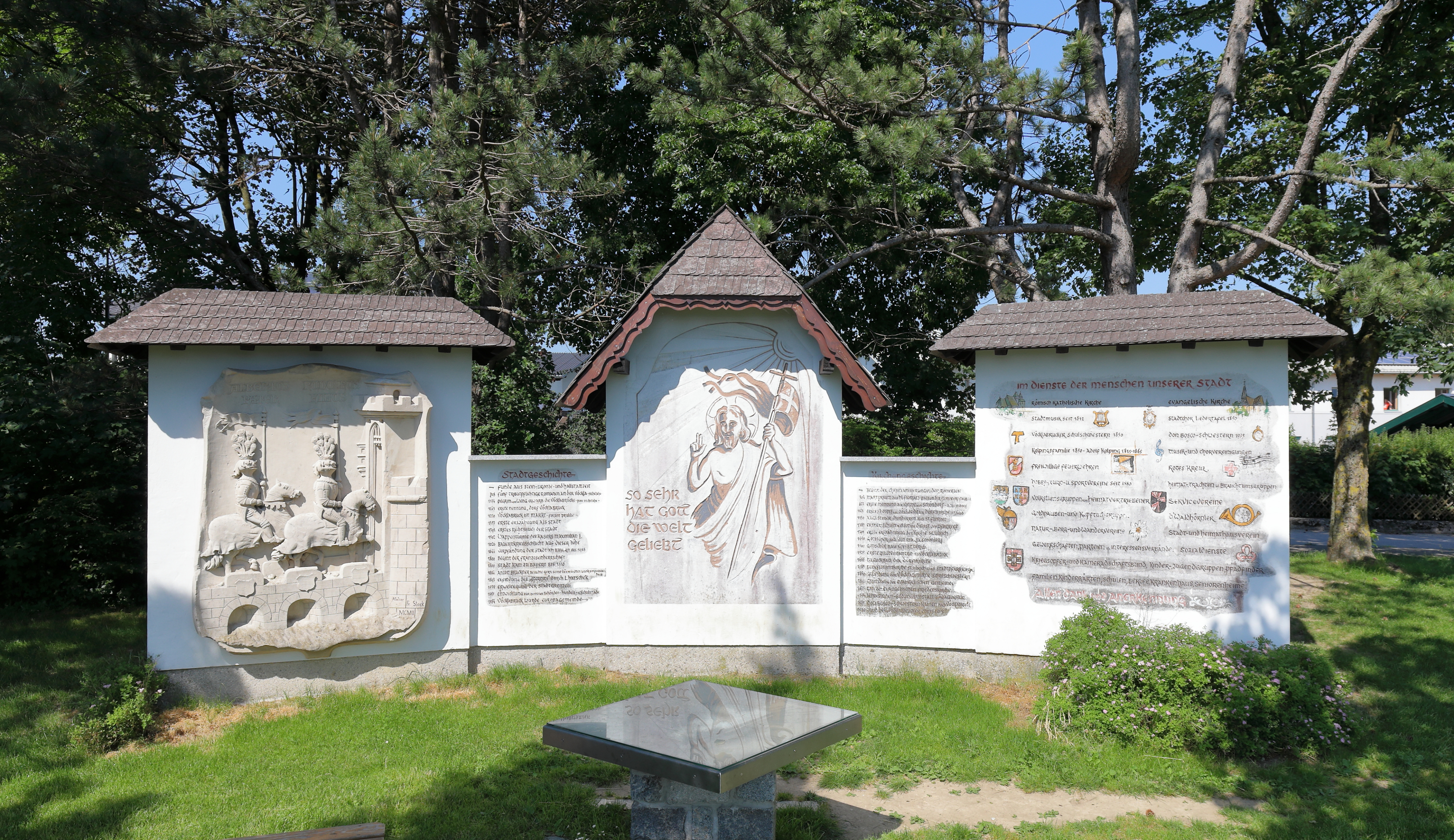
Denkmal nächst Höhenstraße 1 in Vöcklabruck (1991)

- Pestsäule in Atzbach (4 Bilder, 1990)
- Kleindenkmale in Gampern: Wegkreuz beim Kernstockhaus (1989), Marienbild in Haunolding (1990), Votivbild in Piesdorf (1991)[4]
- Fresken der denkmalgeschützten Katholischen Pfarrkirche hl. Alexius in Aurach am Hongar[5]
- Restaurierung der denkmalgeschützten Schimplkapelle in Aurach am Hongar[6]

## Ausstellungen (Auswahl)
- Vöcklabruck im Bild (2008)[7]
- Werke von Franz Bucar, Hausruckviertler Kunstkreis, Vöcklabruck, 2012[8]

## Publikationen
- Das Küfnerhäusl mit Hauskapelle in Gmunden, in: Arbeitskreis für Klein- und Flurdenkamalforschung im oberösterreichischen Forum Volkskultur (Hrsg.): Mitteilungsblatt. 15. Jahrgang, Kleindenkmale, Linz 2002, Blatt 1, S. 7f.
- Klein- und Flurdenkmale: Zeichen der Volksfrömmigkeit – Erhaltung und Pflege, in: Arbeitskreis für Klein- und Flurdenkmalforschung im oberösterreichischen Forum Volkskultur (Hrsg.): Mitteilungsblatt. 15. Jahrgang, Kleindenkmale, Linz 2002, Blatt 1, S. 6f.
- Franz Bucar – Aquarelle – Zeichnungen – Drucke – Schriften. 2013.

## Auszeichnungen
- Konsulent der oberösterreichischen Landesregierung für Volkskultur und Heimatpflege (1976)
- Goldenes Verdienstzeichen der Republik Österreich (2011)
- Kulturmedaille des Landes Oberösterreich
- Ehrenzeichen der Stadt Vöcklabruck
- Ehrenring der Gemeinde Aurach am Hongar